# Maidu-Sprachen

Verbreitung der Maidu-Sprachen in Kalifornien vor Kontakt mit den Europäern

Die Maidu-Sprachen (auch Maidun oder Pujunan) sind eine kleine gefährdete Sprachfamilie bzw. genetische Einheit von Sprachen im nordöstlichen Kalifornien.

## Klassifikation
Maiduan besteht aus vier Sprachen:
- Maidu † (auch bekannt als eigentliches Maidu, Nordöstliches Maidu oder Mountain Maidu)
- Chico † (auch bekannt als Valley Maidu)
- Konkow (auch bekannt als Nordwestliches Maidu)
- Nisenan (auch bekannt als Südliches Maidu)

Die Sprachen haben ähnliche Phonologien (d. h. Laut-Systeme), sind aber hinsichtlich ihrer Grammatik grundsätzlich verschieden. Sie sind nicht gegenseitig verständlich, auch wenn viele Forschungen die Sprecher dieser Sprachen oft als Maidu bezeichnen. Aufgrund der spärlichen Dokumentation sind die Chico-Dialekte nur wenig bekannt, so dass ihre genaue Verwandtschaft zu den anderen Sprachen nicht determiniert werden kann.
Chico ist heute ausgestorben. Die anderen Sprachen sind extrem gefährdet und nähern sich dem Aussterben: Das Nordöstliche Maidu hat einen oder zwei Sprecher, Konkow hat 1–2 Sprecher, Nisenan lediglich einen.

## Verwandtschaft
Maiduan wird oft in verschiedenen Vorschlägen zu einem Stammbaum der Penuti-Sprachen berücksichtigt. Es war eine der Original-Bestandteile des Kalifornien-Penuti ("Penuti-Core").